# Claes Anderson
Claes-Johan Rudolf Andersson (Hèlsinki, 30 de maig de 1937 – Meilahti, districte de Hèlsinki, 24 de juliol de 2019) va ser un psiquiatra, escriptor, poeta, músic i polític finlandosuec. Afiliat primer a la Lliga Democràtica Popular Finesa i posteriorment a l'Aliança de l'Esquerra fou membre del Parlament de Finlàndia de 1987 a 1999 i després entre 2007 i 2008. També ocupà la funció de Ministre de la Cultura d'ençà el 13 d'abril de 1995 i fins al 4 de setembre del 1998 en el govern Lipponen I.
Pel que fa al seu vessant artístic, a més de la seva activitat literària en la qual emprà sobretot la llengua sueca, també destacà com a pianista de jazz.

## Obres

### Poesia
- Ventil (1962)
- Som om ingenting hänt (1964)
- Staden heter Helsingfors (1965)
- Samhället vi dör i (1967)
- Det är inte lätt att vara villaägare i dessa tider (1969)
- Bli, tillsammans (1970)
- Rumskamrater (1974)
- Jag har mött dem. Dikter 1962–1974 (1976)
- Genom sprickorna i vårt ansikte (1977)
- Trädens sånger (1979)
- Tillkortakommanden (1981)
- Under (1984)
- Det som blev ord i mig. Dikter 1962–1987 (1987)
- Mina bästa dagar (1987)
- Som lyser mellan gallren (1989)
- Huden där den är som tunnast (1991)
- Dikter från havets botten (1993)
- En lycklig mänska (1996)
- Dessa underbara stränder, förbi glidande (2002)
- Mörkret regnar stjärnor (2002)
- Det är kallt, det brinner (2004)
- Tidens framfart (2005)
- Die Stadt heißt Helsinki (2007)
- Lust (2008)

### Prosa
- Bakom bilderna (1972)
- Den fagraste vår (1976)
- En mänska börjar likna sin själ (1983)
- Mina tolv politiska år (2000)
- Har du sett öknen blomma? (2006)
- Varje slag mitt hjärta slår (2009)
- Guds Profetiska Plan (2009)